# 藤原敬介 (インテリアデザイナー)
藤原 敬介（ふじわら けいすけ、1968年 - ）はインテリアデザイナー。空間デザインでは、ブティック、ヘアサロン、医療施設、住宅などのプロジェクトを手掛けている。プロダクトデザインでは、チタニウム材に陽極酸化を施した椅子/5PM in the summer、トーネットの椅子に糸を巻き付けたインスタレーション/SPOOL CHAIRなどがある。

## 略歴
1968年東京都生まれ。1992年武蔵野美術大学卒業後、内田繁に師事。2001年ロンアラッドアソシエイツでのインターンを経て、藤原敬介デザイン事務所設立。2000年～武蔵野美術大学特別講師、2008年～武蔵野美術大学非常勤講師、2009年～桑沢デザイン研究所非常勤講師、2011年～首都大学東京システムデザイン学部准教授→東京都立大学システムデザイン学部教授。

## 代表作
PLEATS PLEASE ISSEY MIYAKE、刈谷ハイウェイオアシス・銀座マロニエゲート、戸田中央総合健康管理センター、他。

## 書籍
- 「インテリアデザイン　～美しさを呼び覚ます思考と試行～」　丸善出版　2013年
- 「Interior Elements for Space and Product design」　Frame Publisher　2013年